# Angelo Baroni
Angelo Baroni (1553 – novembro de 1612) foi um prelado católico romano que serviu como bispo de Chioggia (1611–1612) e bispo de Kotor (1604–1611).

## Biografia
Angelo Baroni nasceu em Veneza, na Itália, e foi ordenado sacerdote na Ordem dos Pregadores. No dia 11 de fevereiro de 1604, foi nomeado Bispo de Kotor durante o papado de Clemente VIII. A 22 de fevereiro de 1604, foi consagrado bispo por Girolamo Bernerio, cardeal-bispo de Albano, tendo Agostino Quinzio, bispo de Korčula, e Gregorio Servanzi, bispo de Trevico, servindo como co-consagradores. No dia 31 de agosto de 1611, foi nomeado Bispo de Chioggia durante o papado de Paulo V, onde serviu como bispo até à sua morte em novembro de 1612.